# Unchained Melody
"Unchained Melody" er en komposition af Hy Zaret og Alex North fra 1955. Sangen er oprindeligt skrevet til filmen Unchained, hvor den blev fremført af Todd Duncan.
Sangen er siden indspillet i en lang række kopiversioner. Allerede i 1955 blev den indsunget af Les Baxter og siden fulgte mere eller mindre kendte navne op til juli 1965, hvor "Unchained Melody" blev indspillet af The Righteous Brothers, som fik et kæmpehit med sangen. Denne indspilning af sangen er anvendt i den romantiske film Ghost, hvor den er en del af filmens soundtrack.

## Elvis Presleys udgaver af sangen
Elvis Presley indspillede en live-version af sangen. Det var en koncertoptagelse fra Ann Arbor i Michigan, USA den 24. april 1977, hvor Elvis ledsagede sig selv på flygel. Denne indspilning blev udsendt på hans LP-plade Moody Blue i juli 1977, blot en måned før hans død. En alternativ version af "Unchained Melody" med Elvis Presley blev indspillet den 21. juni 1977 under en koncert i Rushmore Civic Center i Rapid City i South Dakota. Denne version blev udsendt som single i 1978.